# Трубопроводный транспорт России
Трубопроводный транспорт России — стратегический вид транспорта в России с наибольшим объёмом грузооборота.
Важнейшими транспортируемыми грузами являются сырая нефть, природный и попутный газ. Транспортировка нефтепродуктов, жидких и газообразных химикатов перспективно, но в настоящее время продуктопроводы не получили большого распространения.
Действует крупная сеть нефтепроводов и газопроводов, снабжающая углеводородным сырьём экономику России, а также Западную Европу, Турцию, Юго-Восточную Азию.
Протяжённость магистральных трубопроводов в России составляет более  250 тыс. км.
В России преобладают трубопроводы большого диаметра (1220 и 1420 мм) и большой протяжённости в широтном направлении.
По итогам 2016 года доля трубопроводного транспорта в грузообороте всей транспортной системы России составляет более 48 %, незначительно превышая долю железнодорожного транспорта (более 45 %).

## История
В 1928 году был построен нефтепровод Грозный — Туапсе.
В 1946 году был построен магистральный газопровод Саратов — Москва.
Активное развитие трубопроводного транспорта в России началось в 1960-е годы. В 1960 году началось строительство нефтепроводной системы «Дружба», оно было завершено в 1974 году. Ввод в эксплуатацию первого сибирского магистрального нефтепровода Шаим — Тюмень в 1965 году положил начало последующему интенсивного развития нефтепроводной отрасли в этом регионе.
В 2008 году трубопроводным транспортом было перевезено 488 млн тонн нефти и нефтепродуктов, данный показатель увеличился в сравнении с 2000 годом на 53 %.
Грузооборот трубопроводного транспорта в части нефти и нефтепродуктов в 2008 году составил 1,1 трлн тонно-километров, увеличившись в сравнении с 2000 годом на 49 %.
Длина магистральных газо- и нефтепродуктопроводов на 2008 год составляла 63 тыс. км, увеличившись в сравнении с 2000 годом на 2 тыс. км. По состоянию на конец 2012 года протяжённость магистральных трубопроводов (по данным Росстата) составила  250 тыс. км, в том числе газопроводов 175 тыс. км, нефтепроводов 55 тыс. км и нефтепродуктопроводов 20 тыс. км.

## Нефтепроводы
Российская государственная компания Транснефть и её дочерние общества располагают крупнейшей в мире системой магистральных нефтепроводов, длина которых составляет 48,7 тыс. км (на июнь 2006) и по которым прокачивается более 90 % российской нефти.

### Действующие
- Нефтепровод «Дружба» (рабочая мощность 66,5 млн тонн в год) — крупнейшая экспортная магистраль России (Альметьевск — Самара — Унеча — Мозырь — Брест и далее в страны Восточной и Западной Европы);
- Альметьевск — Нижний Новгород — Рязань — Москва;
- Нижний Новгород — Ярославль — Кириши;
- Самара — Лисичанск — Кременчуг — Херсон;
- Усть-Балык — Курган — Уфа — Альметьевск;
- Нижневартовск — Курган — Куйбышев;
- Туймазы — Омск — Новосибирск;
- Туймазы — Уфа;
- Калтасы — Языково — Салават;
- Шкапово — Салават;
- Сургут — Полоцк;
- Александровское — Анжеро-Судженск;
- Красноярск — Ангарск;
- Сургут — Омск — Павлодар — Чимкент — Чарджоу;
- Балтийская трубопроводная система (рабочая мощность 74 млн тонн в год);
- Балтийская трубопроводная система-II (рабочая мощность 30 млн тонн в год);
- Восточный нефтепровод (рабочая мощность 58 млн тонн в год);
- Каспийский трубопроводный консорциум (рабочая мощность 28,2 млн тонн в год);
- Баку — Новороссийск;
- Узень — Атырау — Самара.
- Заполярье — Пурпе[7][8]
- Куюмба — Тайшет[9][10]

### Строящиеся и проектируемые

#### Нефтепровод Хабаровск — Комсомольск-на-Амуре
Строительство нефтепровода-отвода от трубопроводной системы Восточная Сибирь — Тихий океан (ВСТО) до Комсомольского-на-Амуре нефтеперерабатывающего завода началось в феврале 2016 года. Запланировано строительство 293 км линейной части, головной НПС с резервуарным парком 80 тыс. кубометров, двух промежуточных станций и объектов внешнего электроснабжения. Ввод в эксплуатацию намечен на 2018 год.

#### Расширение Каспийского трубопровода (КТК-2)
15 декабря 2010 года принято окончательное решение об инвестировании по проекту расширения мощности трубопроводной системы Каспийского трубопроводного консорциума (КТК-2) до 67 млн тонн нефти в год.

#### Мурманский нефтепровод
В ноябре 2002 года российские нефтяные компании Лукойл, ЮКОС, ТНК и Сибнефть — подписали меморандум о намерении строительства экспортного нефтепровода Западная Сибирь — Мурманск. Однако из-за отрицательного отношения Правительства Российской Федерации к появлению частных трубопроводов реализация проекта заморожена по настоящее время.
С 2003 года в проекте участвует компания Транснефть, которая рассматривает в качестве альтернативы нефтепровод по маршруту Харьяга — Индига мощностью 50 млн тонн нефти в год.

## Газопроводы
Крупнейшим оператором российских газопроводов является государственная компания «Газпром».
Магистральные газопроводы:
- Саратов — Москва — первый газопровод в России (843 км);
- Ставрополь — Москва;
- Кольцевой газопровод Московской области;
- Северный Кавказ - Центр
- Краснодарский край — Серпухов - Ленинград;
- Медвежье — Надым — Тюмень — Уфа — Торжок;
- Надым — Пунга — Пермь;
- Нижняя Тура — Пермь — Горький — Центр;
- Вуктыл — Ухта — Торжок;
- Уренгой — Сургут — Тобольск — Тюмень — Челябинск;
- Минск — Вильнюс — Каунас — Калининград[15];
- Джубга — Лазаревское — Сочи
- Сахалин — Хабаровск — Владивосток
- Бованенково — Ухта

Экспортные:
- Уренгой — Помары — Ужгород — крупнейшая в мире система газопроводов[16], соединяет газовые месторождения Западной Сибири с конечными потребителями в Европе (4451 км);
- Оренбург — Западная граница СССР;
- Ямбург — Западная граница СССР[источник не указан 2288 дней];
- Ямал — Европа (с 1999);
- Средняя Азия — Центр [источник не указан 2288 дней];
- Голубой поток (с 2003);
- Дзуарикау — Цхинвал (с 2009);
- Северный поток (с 2011)
- Северный поток — 2 (ориент. с 2020)
- Сила - Сибири
- Турецкий поток

Строятся газопроводы Якутия — Хабаровск — Владивосток. Проектируются газопроводы Алтай, Прикаспийский и Южный коридор.

### Действующие газопроводы

#### Уренгой — Помары — Ужгород
Соединяет газовые месторождения севера Западной Сибири с конечными потребителями в Европе.
Построен в 1983 году.
Общая длина — 4 451 км, мощность — 32 млрд кубометров газа в год. Диаметр каждой из трёх ниток — 1420 мм.

#### Ямал — Европа
Соединяет газовые месторождения севера Западной Сибири с конечными потребителями в Европе. Проходит через территорию Белоруссии и Польши.
Пропускная способность — около 30 млрд кубометров газа в год.

#### Голубой поток
Газопровод между Россией и Турцией, проложенный по дну Чёрного моря.
Трубопровод был построен в рамках российско-турецкого соглашения от 1997, по которому Россия должна поставить в Турцию 364,5 млрд кубометров газа в 2000—2025 гг. Затраты на строительство составили $3,2 млрд. Строительство осуществлялось российско-итальянской компанией «Блю стрим пайплаин компани Б. В.», которой в равных долях владели «Газпром» и итальянская Eni.
Общая протяжённость газопровода — 1213 км, из них:
- сухопутный участок на российской стороне от города Изобильный Ставропольского края до села Архипо-Осиповка Краснодарского края на побережье Чёрного моря длиной 373 км;
- морской участок от Архипо-Осиповки до терминала «Дурусу», расположенного в 60 км от города Самсун (Турция) длиной 396 км;
- сухопутный участок на турецкой стороне от города Самсун до города Анкара длиной 444 км.

Диаметр трубы газопровода: равнинная часть сухопутного участка — 1400 мм, горная часть сухопутного участка — 1200 мм, морской участок — 610 мм. Операторы газопровода — «Газпром экспорт» и турецкая Botas.
Коммерческие поставки российского природного газа по газопроводу в Турцию начались в феврале 2003 года. В 2003 по «Голубому потоку» в Турцию поставлено 2 млрд м³ газа, 2004 — 3,2 млрд м³, 2005 — 5 млрд м³, 2006 — 7,5 млрд м³, 2007 — 9,5 млрд м³, 2008 — 10,1 млрд м³. Планируется, что в 2010 газопровод выйдет на полную мощность (16 млрд кубометров газа в год).
Существуют планы строительства продолжения газопровода в Израиль, Италию, а также расширения мощности «трубы» в 2 раза — до 32 млрд м³ в год.

#### Дзуарикау — Цхинвал
Экспортный газопровод из России в Южную Осетию. Начинается в селе Дзуарикау (Северная Осетия) далее проходит через Кавказский хребет, затем через город Квайса, и до города Цхинвала. Является самым высокогорным в мире.
Открытие состоялось 26 августа 2009 года. Запуск газопровода позволил избавиться Южной Осетии от зависимости от поставок газа из Грузии по газопроводу Агара-Цхинвал, которые не раз прерывались с грузинской стороны по политическим причинам. Кроме того, что Грузия продавала Южной Осетии газ по 645 лари (около 450 долларов) за тыс. м³, что в несколько раз дороже, чем цена за газ из России.
Общая длина — 175 км, мощность — 252,5 млн кубометров газа в год. Диаметр трубы — 426 мм. Рабочее давление — 50 атмосфер. Председатель правительства Южной Осетии Вадим Бровцев заявил, что республика получает российский газ по газопроводу «Дзуарикау-Цхинвал» по цене 7,32 рублей за м³, но для потребителей стоимость газа составит 4,18 рубля за кубометр, так как остальное доплачивается из бюджета страны.
Планируются ответвления от основной магистрали во все районы Южной Осетии.

#### Джубга — Лазаревское — Сочи
Строительство газопровода было проведено в период с сентября 2009 года по июнь 2011 года.

#### Сахалин — Хабаровск — Владивосток
Соединяет Сахалин с Приморским краем и другими регионами Дальнего Востока.
Строительство газопровода было начато 31 июля 2009 года в Хабаровске. Первый пусковой комплекс торжественно введён в эксплуатацию 8 сентября 2011 года. Церемония прошла во Владивостоке, на острове Русский.

#### Северный поток
- Строительство газопровода началось в апреле 2010 года.
- В сентябре 2011 года начато заполнение технологическим газом первой из двух ниток.
- 8 ноября 2011 года начались поставки газа[33].
- 18 апреля 2012 года была закончена вторая нитка.
- 8 октября 2012 года начались поставки газа по двум ниткам газопровода в коммерческом режиме.
- Мощность газопровода должна составить 55 млрд м³ газа в год (2 нитки)[34].

#### Бованенково — Ухта
Решение о строительстве газопровода было принято в октябре 2006 года, строительство начато в августе 2008 года. Первая очередь газопровода введена в эксплуатацию 23 октября 2012 года. Вторая очередь введена в эксплуатацию 17 января 2017 года.
Протяжённость газопровода — 1260 км, суммарная проектная производительность двух очередей газопровода — 115 млрд м³ газа в год.

## Аммиакопровод
Тольятти — Одесса

## Этиленопровод
Кольцевой трубопровод, перекачивающий этилен, объединяет несколько предприятий в Татарстане и Башкирии.

## Углепровод
- Углепровод Белово-Новосибирск (не действует)

## Продуктопроводы для перекачки готового топлива
Крупные продуктопроводы:
- Уфа — Брест с ответвлением на Ужгород;
- Уфа — Омск — Новосибирск;
- Нижнекамск — Одесса;
- Западная Сибирь — Урал — Поволжье (Сургут — Тобольск — Тюмень — Уфа — Нижнекамск) повреждён в результате железнодорожной катастрофы под Уфой, не действует. Планируется реконструкция. Примерные затраты 4 млрд долларов[38].

## Показатели деятельности
Данные по нефтепроводам:
|                                |        | 1913 | 1928 | 1940 | 1950 | 1960 | 1980 | 1990 | 1995 | 2000 | 2005 | 2010 | 2015 | 2016 | 2019 |
| Эксплуатационная длина тыс. км | СССР   | -    | 1,6  | 4,1  | 5,4  | 17,3 | 69,7 | 86   | -    | -    | -    | -    | -    | -    | -    |
| ------------------------------ | ------ | ---- | ---- | ---- | ---- | ---- | ---- | ---- | ---- | ---- | ---- | ---- | ---- | ---- | ---- |
| Эксплуатационная длина тыс. км | Россия | 1,1  | 0,7  | 1,7  | 3,6  | 15   | 54   | 68   | 64   | 63   | 65   | 65   | 74   | 71   | 70   |
| Объём перекачки млн. т         | СССР   | -    | 1,1  | 7,9  | 15,3 | 130  | 627  | 611  | -    | -    | -    | -    | -    | -    | -    |
| Объём перекачки млн. т         | Россия | 0,4  | 0,4  | 5    | 12   | 123  | 576  | 558  | 309  | 318  | 482  | 524  | 578  | 579  | 608  |
| Грузооборот млрд. т*км         | СССР   | -    | 0,7  | 3,8  | 4,9  | 51,2 | 1220 | 1310 | -    | -    | -    | -    | -    | -    | -    |
| Грузооборот млрд. т*км         | Россия | 0,3  | 0,1  | 1,5  | 3,4  | 49   | 1090 | 1240 | 668  | 745  | 1156 | 1123 | 1268 | 1308 | 1318 |

Газопроводы:
|                                | 1990 | 1995 | 2000 | 2005 | 2010 | 2015 | 2016 | 2019 |
| ------------------------------ | ---- | ---- | ---- | ---- | ---- | ---- | ---- | ---- |
| Эксплуатационная длина тыс. км | 144  | 148  | 152  | 160  | 168  | 178  | 179  | 182  |
| Объём перекачки млн. т         | 543  | 474  | 511  | 565  | 537  | 493  | 509  | 551  |
| Грузооборот млрд. т*км         | 1335 | 1231 | 1171 | 1317 | 1259 | 1176 | 1181 | 1318 |

## Проблемы отрасли

### Хищения и нелегальные врезки
Проблемами деятельности нефтепроводов России являются сложность их строительства и обслуживания, а также нелегальные врезки для хищения нефти. Нелегальная врезка опасна не только пропажей самой нефти, но и нефтяными загрязнениями а также пожарами. В 90-х и 2000-х годах зафиксировано немало случаев подобных нелегальных врезок, многие из которых действовали по много лет.

### Состояние трубопроводов и их опор
Мониторинг состояния трубопроводов проводится ультразвуковым и инфразвуковым методами, которые позволяют отслеживать коррозию, повреждения, дефекты и деформации труб.
В 2019 году российские учёные из Института нефтегазовой геологии и геофизики (ИНГГ) Сибирского отделения РАН разработали технологию, позволяющую с помощью изучения акустических шумов следить за состоянием опор трубопроводов. Данный метод подходит также для оценки надёжности опор мостов и строительных балок. Изучение акустических шумов, снимаемых со стенок трубопровода, позволяет отслеживать возможное ослабление опорных конструкций, по которым проложен трубопровод, и своевременно предотвращать возможные аварии. Метод, разработанный российскими учёными, позволяет определить снижение устойчивости опор на самой ранней стадии. Метод основан на измерении акустических характеристик в пролётах труб с помощью вертикального геофона и одноканальных цифровых регистраторов. Методика анализа проста, дешевле и не требует существенных затрат вычислительных мощностей.